# Caritas (målning av Cranach)
Caritas är en serie oljemålningar av den tyske renässanskonstnären Lucas Cranach den äldre. Cranach och hans verkstad målade på 1530- och 1540-talet upp till ett dussin målningar med detta motiv varav några ingår i samlingarna på ledande konstmuseer såsom National Gallery i London, Kungliga museet för sköna konster i Antwerpen och Nivaagaards Malerisamling i Danmark.   
Caritas avser kärlek och är en av de teologala dygderna vid sidan av fides (tro) och spes (hopp). Inom konsten personifieras caritas ofta av en kvinna omgiven av små barn. I Cranachs bildserie avbildas Caritas naken alternativt med ett genomskinligt skynke som snarast framhäver hennes nakenhet. Cranach utvecklade framgångsrikt ett erotiskt nakenmåleri för en utvald krets av privata samlare. Motiven hämtades från religiösa eller mytologiska berättelser för att ge dem ett sken av anständighet. Andra verk av Cranach med liknande nakenhet är Venus och Amor, Paris dom, De tre gracerna, Vilande källnymf och Lucretia.  

## Bilder

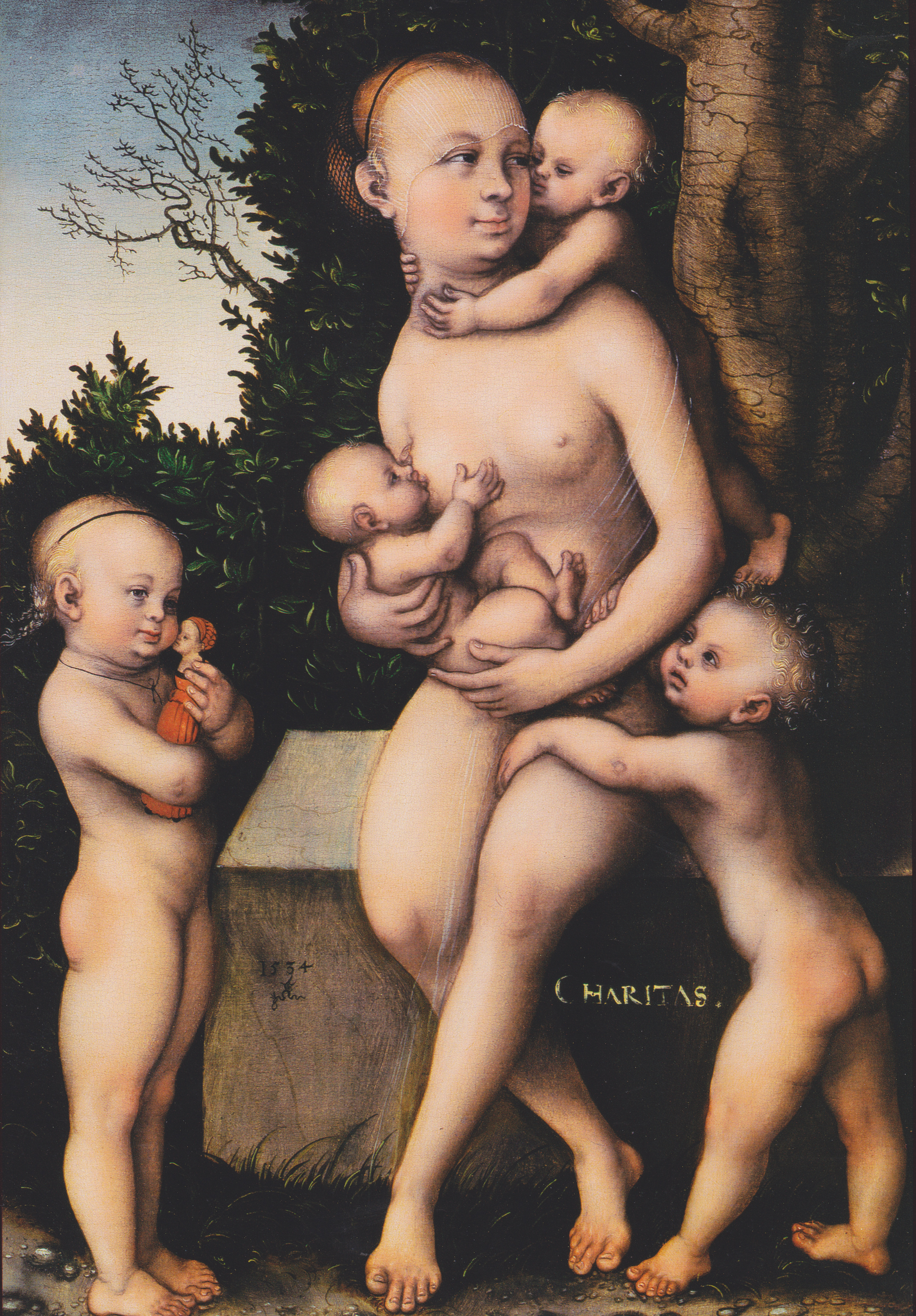
Version på Museum zu Allerheiligen i Schaffhausen från 1534. Storlek: 52 x 36 cm.
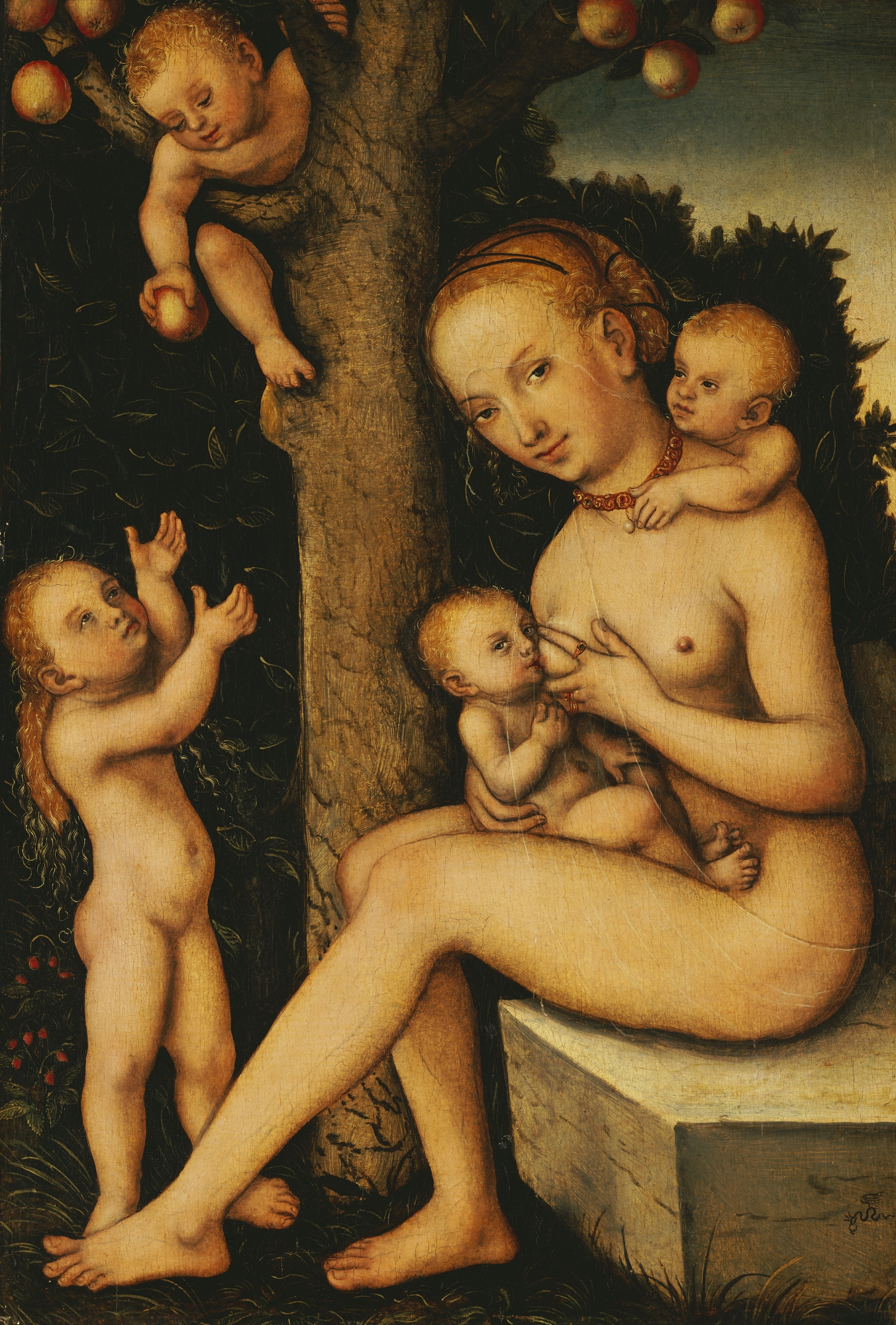
Version i privat ägo (Juan Antonio Pérez Simón, Mexico City) från cirka 1537. Storlek: 49,5 x 33 cm.
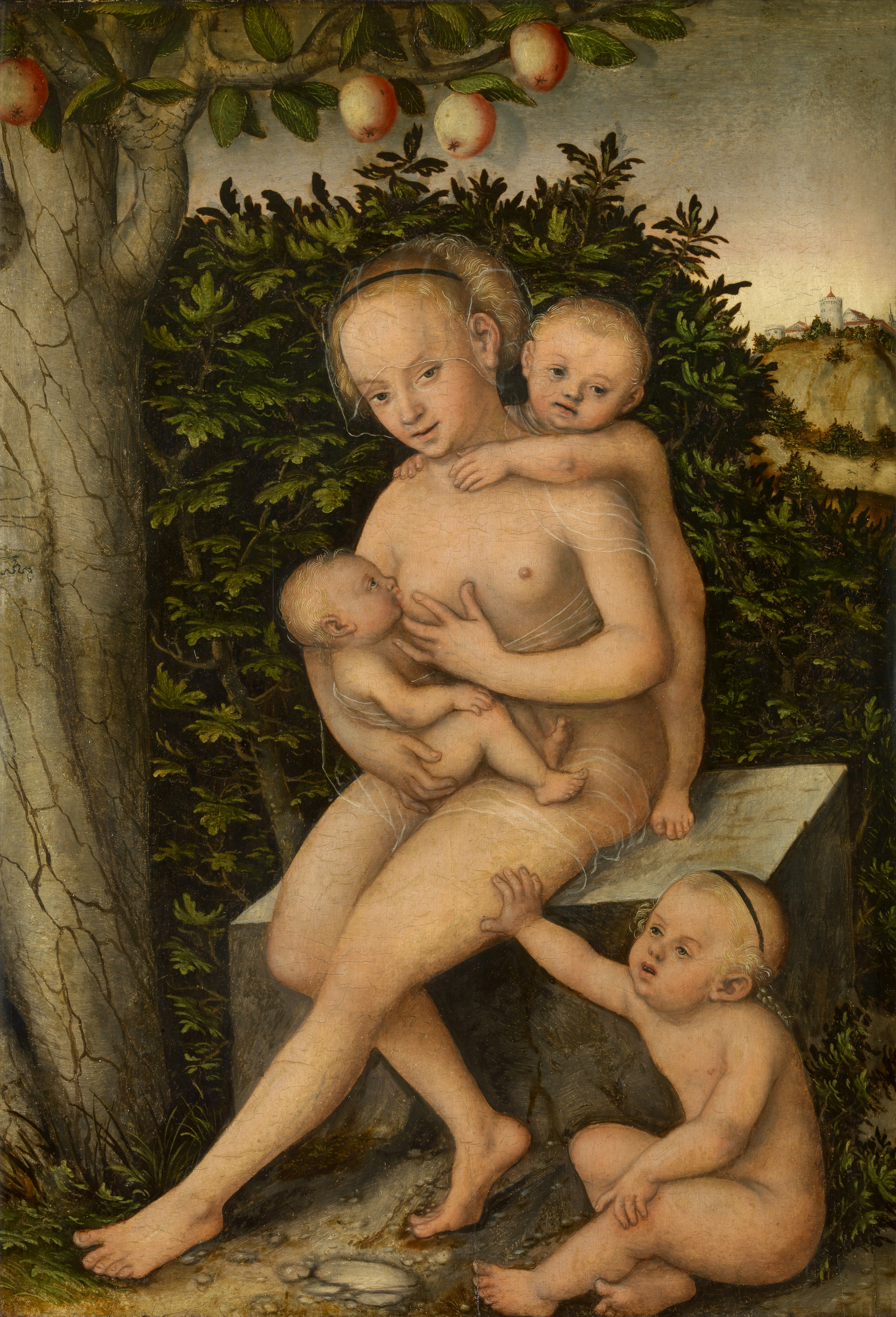
Versionen på Kungliga museet för sköna konster i Antwerpen målades cirka 1540 och ingår i museets samlingar sedan 1834. Storlek: 50 x 34 cm.
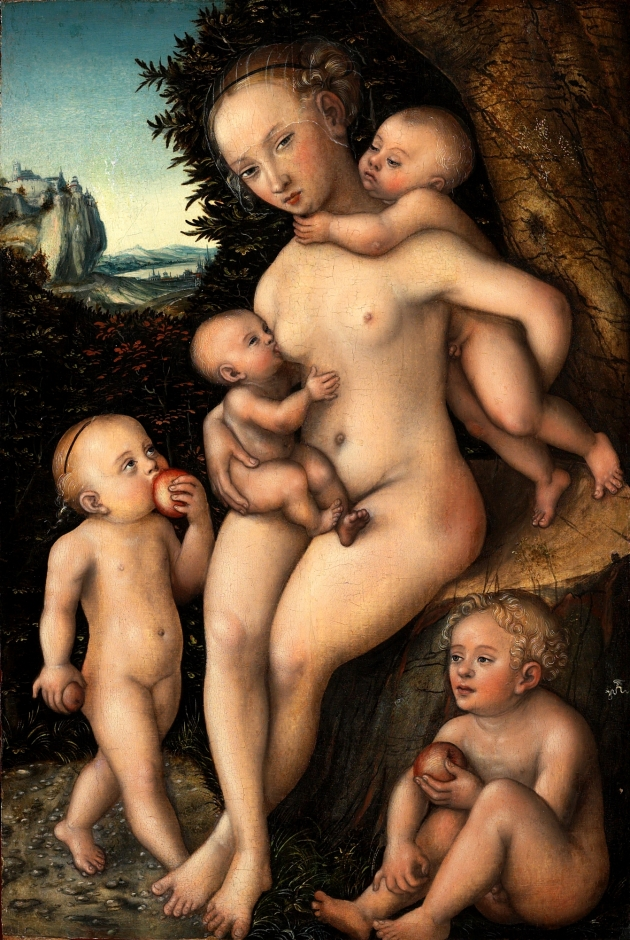
Version på Musée national d'histoire et d'art i Luxemburg målades efter 1538. Storlek: 50,2 x 33 cm.
Version på National Gallery i London målades cirka 1535–1545. Storlek: 56,3 × 36,2 cm.